# Boubou Cissé

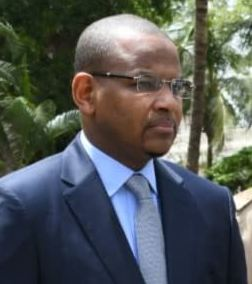
Boubou Cissé (2019)

Boubou Cissé (geboren 1974 in Bamako) ist ein malischer Politiker und Ökonom. Von April 2019 bis August 2020 war er der Premierminister des Landes.

## Ausbildung und früher beruflicher Werdegang
Cissé absolvierte seine schulische Ausbildung in seiner Geburtsstadt, den Vereinigten Arabischen Emiraten und in Deutschland. Nach deren Abschluss studierte er Volkswirtschaft an der Universität der Auvergne in Clermont-Ferrand, promoviert wurde er an der Universität Aix-Marseille. Ab 2005 arbeitete Cissé bei der Weltbank, zunächst in Washington, D.C., später als deren Repräsentant in Nigeria und anschließend in Niger.

## Wechsel in die Politik
2013 kehrte Cisse in sein Heimatland zurück und übernahm Ministerposten in der Regierung. Zunächst war er zuständig für die Bereiche Industrie und Bergbau, ab April 2014 nur noch für letzteres. Schließlich wurde Cissé Minister für Wirtschaft und Finanzen. Außerdem übernahm er einen Posten im Verwaltungsrat der Nelson Mandela Foundation.
Am 22. April 2019 wurde Cissé von Staatspräsident Boubacar Keïta zum neuen Ministerpräsidenten des Landes ernannt. Er soll bei der Bildung seiner Regierung auch Politiker der Opposition berücksichtigen. Cissé übernahm damit die Nachfolge von Soumeylou Boubèye Maïga, der wenige Tage zuvor mitsamt seinem Kabinett zurückgetreten war. Er gilt als unpolitisch und als Technokrat. Am 6. Mai 2019 ernannte er sein Kabinett, dem 37 Minister angehören.
Bei einem von Mitgliedern der malischen Streitkräfte initiierten Putsch im August 2020 wurden Premierminister Cissé und Staatspräsident Keïta verhaftet. Keïta verkündete daraufhin am frühen Morgen des 19. August 2020 seinen Rücktritt, den der gesamten Regierung sowie die Auflösung des Parlaments.